# Sairy Colón
Sairy Colón Rodróguez (5 de marzo de 2003) es una deportista puertorriqueña que compite en judo. Ganó una medalla de plata en los Juegos Panamericanos de 2023, en la categoría de –78 kg.

## Palmarés internacional
| Juegos Panamericanos | Juegos Panamericanos | Juegos Panamericanos | Juegos Panamericanos |
| Año                  | Lugar                | Medalla              | Categoría            |
| -------------------- | -------------------- | -------------------- | -------------------- |
| 2023                 | Santiago (Chile)     | Medalla de plata     | –78 kg               |